# GMクルーズ
GMクルーズ（英: GM Cruise Holdings LLC）は、アメリカカリフォルニア州サンフランシスコに本社を置くゼネラルモーターズの自動運転車開発部門。クルーズオートメーション（英: Cruise Automation）（以下クルーズ）を母体とする。
現在は非上場だが、GMはクルーズの上場やスピンオフの可能性を検討している。

## 概要
Justin.tvとTwitchの共同創業者カイル・ボークトにより創業（現在Twitchは2014年Amazonへ9億7,000万ドルで売却されている）。
当初はオートパイロットの機能（自動ブレーキ、車線維持）を自動車に後付けするキットを開発していたが、2015年にレベル2半自動運転キット「Cruise RP-1」を1万ドルで50セット限定で発売した。これはアウディ・A4やアウディ・S4の屋根にミリ波レーダー、ステレオカメラ、GPS、慣性センサー等を後付けし、高速道路上の半自動運転を試みている。

## 公道走行試験

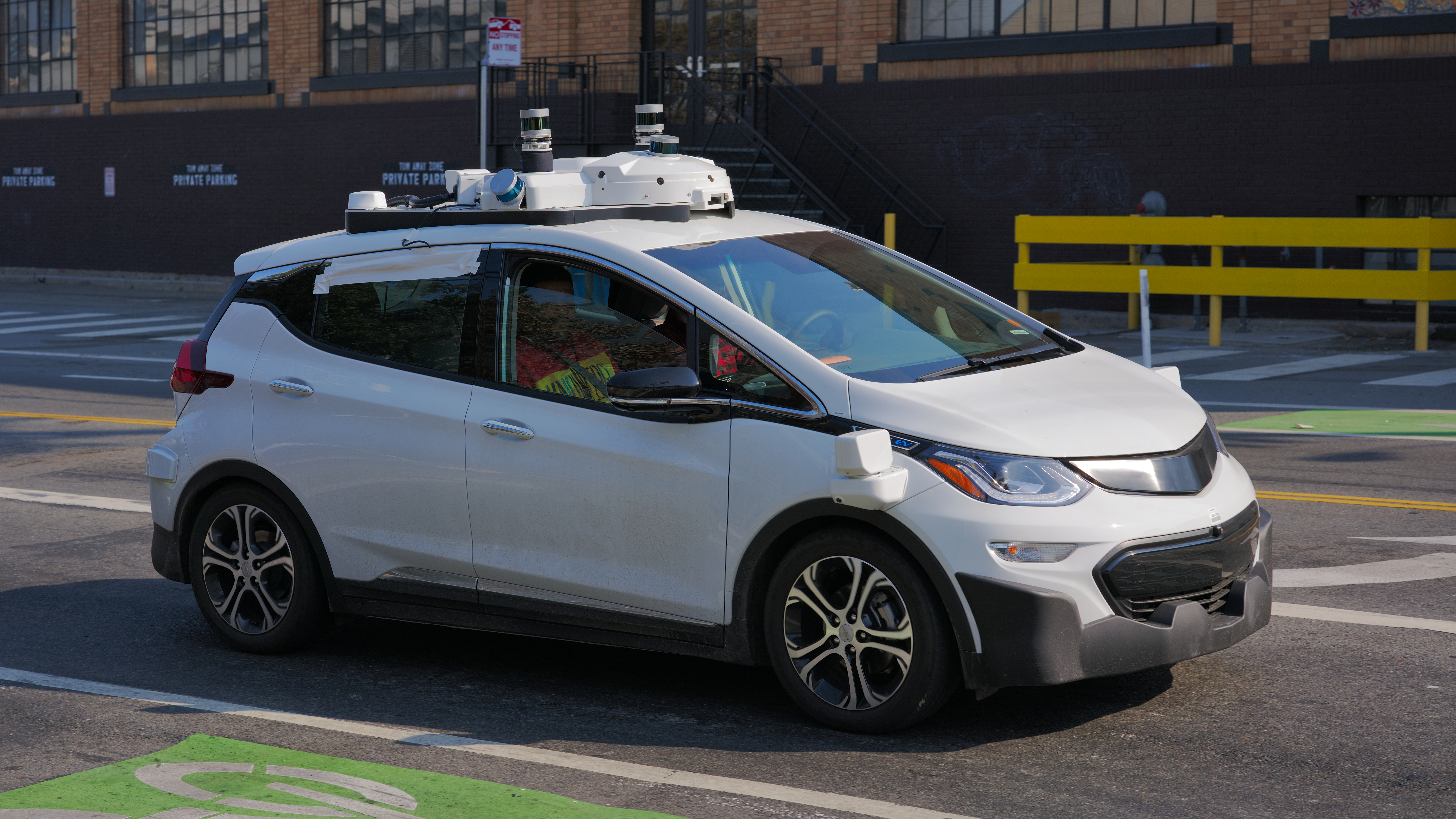
シボレー・ボルトにVelodyne LiDARというセンサーを複数搭載した自動運転試験車両。サンフランシスコで試験走行を行っている。

2016年3月に5億8,100万ドルでGMに買収されると、同年5月にはサンフランシスコで、8月にはアリゾナ州スコッツデールやフェニックスでシボレー・ボルトEVの試験車両を使用した走行試験を開始。2017年4月にはGMから1,400万ドルを投入され、1163名を新規雇用するなど自動運転技術の開発が加速すると、2017年6月には130台の量産に成功し、9月には世界初の量産可能な自動運転車として、シボレー・ボルトEVベースの車両が披露された。このレベル3技術が用いられた車両はサンフランシスコ、フェニックス、デトロイトで自動運転の公道で試験走行が行われている。同年10月にはカリフォルニア州の試験車両を従来の3倍となる100台体制となった。
公道実験は運転席と助手席の2名体制で行われ、時速25km～30km程度で走行している。クルーズの自動運転車は2017年内に21件の事故に関わっているが、そのうち13件は自動運転車の急ブレーキにより追突された事故であったり、人間側に原因のある事故であった。
2018年にはニューヨークで自動運転車の実験を開始した。

## クルーズAV
2018年1月、GMは2019年までにレベル4自動運転車「クルーズAV」を生産する準備が整ったと発表した。この技術が用いられた車両はミシガン州オリオン工場で生産される予定。この「クルーズAV」はステアリングホイールやペダルといった運転操作に必要な部品を搭載しないが、自動運転のためにセンサーとしてLIDAR5個、ミリ波レーダー21個、カメラ16個を搭載している。LIDARで車両周囲の固定物と移動体の形や大きさ、車両との距離を検知し、レーザー光の反射率が低い場合にミリ波レーダーの電波の反射で検知補い、カメラは物体の分類と追跡に用いる。フェール・オペレーショナルに対応しており、制御回路の1系統が破損しても安定走行を可能としている。自動運転が可能な範囲は高精度地図データがあり、実車による走行試験と解析を繰り返した「既知の地域」に限定されるため、当初の販売形態は配車サービス向け業務用車両として提供されると予想されている。

## ライドシェアアプリとの提携
2016年5月よりGMが出資している配車アプリLyftと自動運転EVを用いたライドシェアサービスの実験を行っている。また、2017年8月には従業員向けに独自の配車サービスアプリ「Cruise Anywhere」を配信しテスト運用を開始している。2017年12月には配車アプリを用いてアメリカ国内の複数の都市で無人タクシーサービスを始める計画を発表した。車両はミシガン州のオリオン工場で生産するシボレー・ボルトEV。
2018年5月31日、GMがソフトバンクグループとの提携を発表。ソフトバンク・ビジョン・ファンドからクルーズへ22億5,000万ドルの出資を受け入れ、持ち分19.6％を付与し最低7年間は出資を維持することで合意した。この提携によりソフトバンク・ビジョン・ファンドが出資するUber（現在はボルボと提携）や滴滴出行（フォルクスワーゲンと提携）などライドシェア大手への車両供給も見込まれる。

## 沿革
- 2013年10月 - カイル・ボークトにより設立。
- 2015年
  - 9月18日 - シリーズAラウンドでYコンビネータ、Spark Capital、Maven Venturesなどから1,250万ドルを調達。
  - 6月22日 - AudiA4・S4向けの半自動運転システム「Cruise RP-1」を発売[22]。
- 2016年
  - 3月11日 - GMが5億8100万ドルで買収[23]。
  - 5月6日 - Lyftと自動運転機能付きEVを利用したライドシェア・サービスの実験開始[24]。
- 2017年
  - 4月14日 - GMが開発を加速させるためサンフランシスコの研究施設へ1400万ドルを投資[25][26]。
  - 8月9日 - 従業員向けに配車アプリ「Cruise Anywhere」配布。
  - 6月13日 - 世界初の「量産型」自動運転車を発表[27][28]。
  - 10月11日 - GMがLiDER技術のStrobe社を買収[29][30]。
  - 12月1日 - GMが無人タクシーサービスを始める計画を発表[31]。
- 2018年
  - 5月31日 - GMより11億ドル、ソフトバンク・ビジョン・ファンドより22億5000万ドルをそれぞれ調達し、評価額115億ドルに達す[32]。
  - 10月3日 - ホンダより27.5億ドルを調達し、評価額146億ドルに達す[33]。
- 2019年5月8日 - GMとソフトバンクビジョンファンド、Tロウ・プライス・アソシエーツ、ホンダより11億5000万ドル億ドルを調達し、評価額190億ドルに達す[34]。
- 2023年10月19日 - クルーズ、GMおよびホンダの3社で、日本での自動運転タクシーサービスを2026年初頭に開始するため、サービス提供を担う合弁会社の設立に向けた基本合意書を締結。2024年前半の設立を目指す[35]。
- 2024年12月、GMクルーズは、「ロボタクシー」事業から撤退すると発表。実用化には時間が掛るとして両社を統合し、GMが販売する自家用車向けに運転手の支援を行うシステムに重点を置く考え[36]。

## 不祥事
2023年10月、クルーズの自動運転無人タクシーがサンフランシスコでひき逃げして隣の車線に投げ出された歩行者を避けずに再度ひいてしまうという事故が起きた。カリフォルニア州の規制当局はクルーズの自動運転車が一般市民には危険であるとして営業許可を停止した。オースティンやヒューストン、フェニックスでも無人タクシーを運行していたが、カリフォルニア州での許可停止を受けて、GMクルーズは全米での無人タクシー事業を中止し、950台の自動運転車に対しリコールすると発表した。
2023年11月19日、クルーズの営業停止処分を受け、2022年からCEOを務めてきたカイル・ボークトが辞任したことを発表した。
2024年7月16日、マイクロソフトにてXboxの創業エンジニアを務めたマーク・ウィッテンがCEOに就任した。